# K'Choi
K'Choi (sinh ngày 2 tháng 2 năm 1958) là một Đại tá Quân đội nhân dân Việt Nam và chính trị gia người Việt Nam, dân tộc M'Nông. Ông hiện là đại biểu Quốc hội Việt Nam khóa XIV nhiệm kì 2016-2021, thuộc đoàn đại biểu quốc hội tỉnh Đắk Nông. Ông lần đầu trúng cử đại biểu Quốc hội năm 2016 ở đơn vị bầu cử số 1, tỉnh Đắk Nông gồm có thị xã Gia Nghĩa và các huyện: Đắk Glong, Đắk R'Lấp, Tuy Đức, Đắk Song.

## Xuất thân
K'Choi sinh ngày 2 tháng 2 năm 1958 quê quán ở xã Đắk Ha, huyện Đắk Glong, tỉnh Đắk Nông.
Ông hiện cư trú ở tổ dân phố 4, thị trấn Kiến Đức, huyện Đắk R'Lấp, tỉnh Đắk Nông.

## Giáo dục
- Giáo dục phổ thông: 12/12
- Học viện Quốc phòng, chuyên ngành Quân sự địa phương
- Cao cấp lí luận chính trị

## Sự nghiệp
Ông gia nhập Đảng Cộng sản Việt Nam vào ngày 30/8/1981.
Ông từng là đại biểu hội đồng nhân dân huyện Đắk R’Lấp nhiệm kỳ 2004-2011, 2011-2016.
Khi lần đầu ứng cử đại biểu Quốc hội Việt Nam khóa XIV vào tháng 5 năm 2016 ông đang là Cán bộ hưu trí, Đại tá,
Cán bộ Hội Cựu chiến binh tỉnh Đắk Nông, làm việc ở Hội Cựu chiến binh tỉnh Đắk Nông.
Ông đã trúng cử đại biểu quốc hội năm 2016 ở đơn vị bầu cử số 1, tỉnh Đắk Nông gồm có thị xã Gia Nghĩa và các huyện: Đắk Glong, Đắk R'Lấp, Tuy Đức, Đắk Song, được 138.726 phiếu, đạt tỷ lệ 64,50% số phiếu hợp lệ.
Ông hiện là Đại tá, Cán bộ Hội Cựu chiến binh tỉnh Đắk Nông, Ủy viên Hội đồng Dân tộc của Quốc hội.
Ông đang làm việc ở Hội Cựu chiến binh tỉnh Đắk Nông.